# Сен-Сорнен-Лавольп
Сен-Сорне́н-Лаво́льп (фр. Saint-Sornin-Lavolps, окс. Sent Sarnin las Volps) — коммуна во Франции, находится в регионе Лимузен. Департамент — Коррез. Входит в состав кантона Люберсак. Округ коммуны — Брив-ла-Гайярд.
Код INSEE коммуны — 19243.
Коммуна расположена приблизительно в 400 км к югу от Парижа, в 55 км южнее Лиможа, в 33 км к северо-западу от Тюля.

## История
Во время Великой французской революции название коммуны было изменено на Сорнен-Лаво (фр. Sornin-Lavaux).

## Население
Население коммуны на 2008 год составляло 924 человека.
| 1962 | 1968 | 1975 | 1982 | 1990 | 1999 | 2008 |
| ---- | ---- | ---- | ---- | ---- | ---- | ---- |
| 850  | 850  | 935  | 940  | 946  | 956  | 924  |

## Экономика

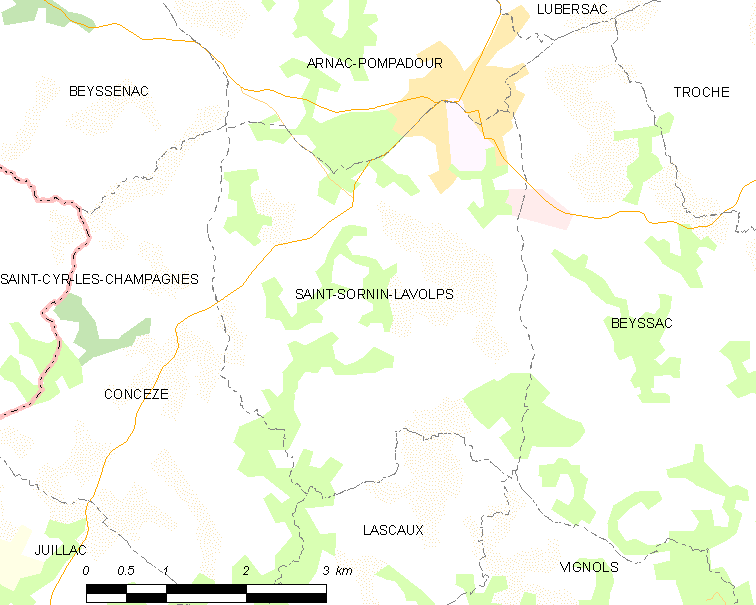
Карта коммуны

В 2007 году среди 517 человек в трудоспособном возрасте (15-64 лет) 349 были экономически активными, 168 — неактивными (показатель активности — 67,5 %, в 1999 году было 72,2 %). Из 349 активных работали 331 человек (162 мужчины и 169 женщин), безработных было 18 (8 мужчин и 10 женщин). Среди 168 неактивных 38 человек были учениками или студентами, 96 — пенсионерами, 34 были неактивными по другим причинам.

## Достопримечательности
- Церковь XIV—XV веков. Памятник истории с 1927 года[3]